# Reginald MacDonald
Pour les articles homonymes, voir Macdonald.
Reginald MacDonald, né le 29 mars 1934 à Chatham et mort le 13 janvier 2018, est un représentant et un homme politique canadien.

## Biographie
Reginald MacDonald est né le 29 mars 1934 à Chatham, désormais un quartier de Miramichi, au Nouveau-Brunswick. Son père est Dilworth MacDonald et sa mère est Annabelle MacDonald. Il étudie au New Brunswick Technical College. Il épouse Carmel Ruth le 17 août 1959 et le couple a trois enfants.
Il est député de Baie-du-Vin à l'Assemblée législative du Nouveau-Brunswick de 1979 à 1982 en tant que libéral. Il est réélu en 1987 dans la circonscription Miramichi-Sud-Ouest, toujours sous la bannière libérale.